# ノキシノブ
ノキシノブ（軒忍、学名：Lepisorus thunbergianus）は、ウラボシ科ノキシノブ属に属するシダの一種。また、ノキシノブ属の総称としても使われる。
和名は、軒下などにも生え、シノブのように着生することから。

## 形態・生態
茎は短くて横に這い、表面には一面に鱗片があり、多数の細かい根を出して樹皮などに着生する（着生植物）。
葉は茎から出て、全体に細長い単葉で、一般のシダの葉とは大きく異なる。形はヤナギの葉のような線形に近い楕円形。先端は細まり、少しとがる。基部は次第に細くなり、少しだけ葉柄が見られ、葉柄の部分は黒っぽくなって少し鱗片がある。葉は少し肉厚で、黄緑色、表面につやがない。乾燥した時には、葉は左右から裏側に向けて丸まる。
胞子嚢は円形の集団となって葉裏にある。葉裏の主脈の両側にそれぞれ一列に並ぶ。丸く盛り上がって、葉からこぼれそうになることもある。

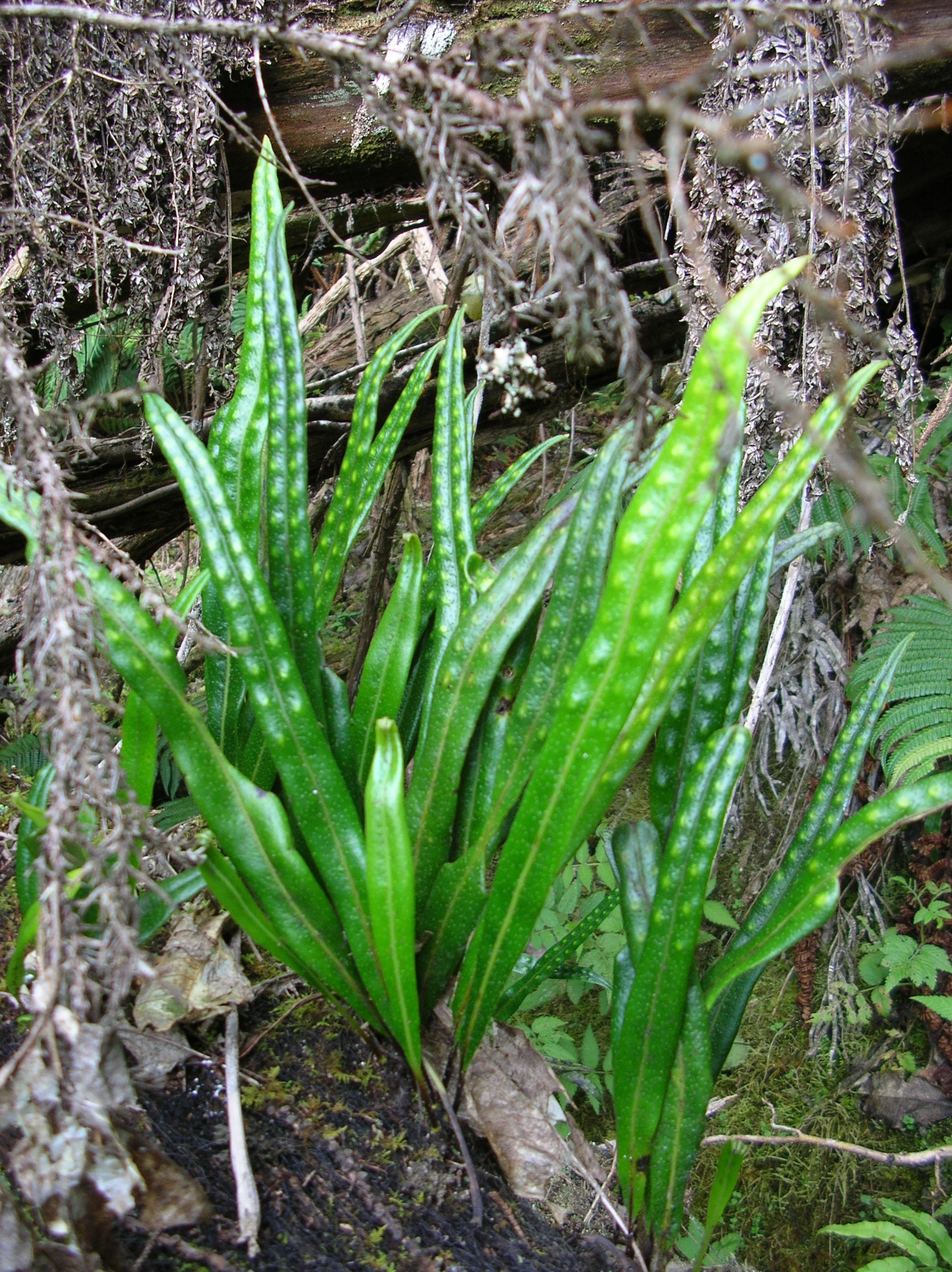
葉
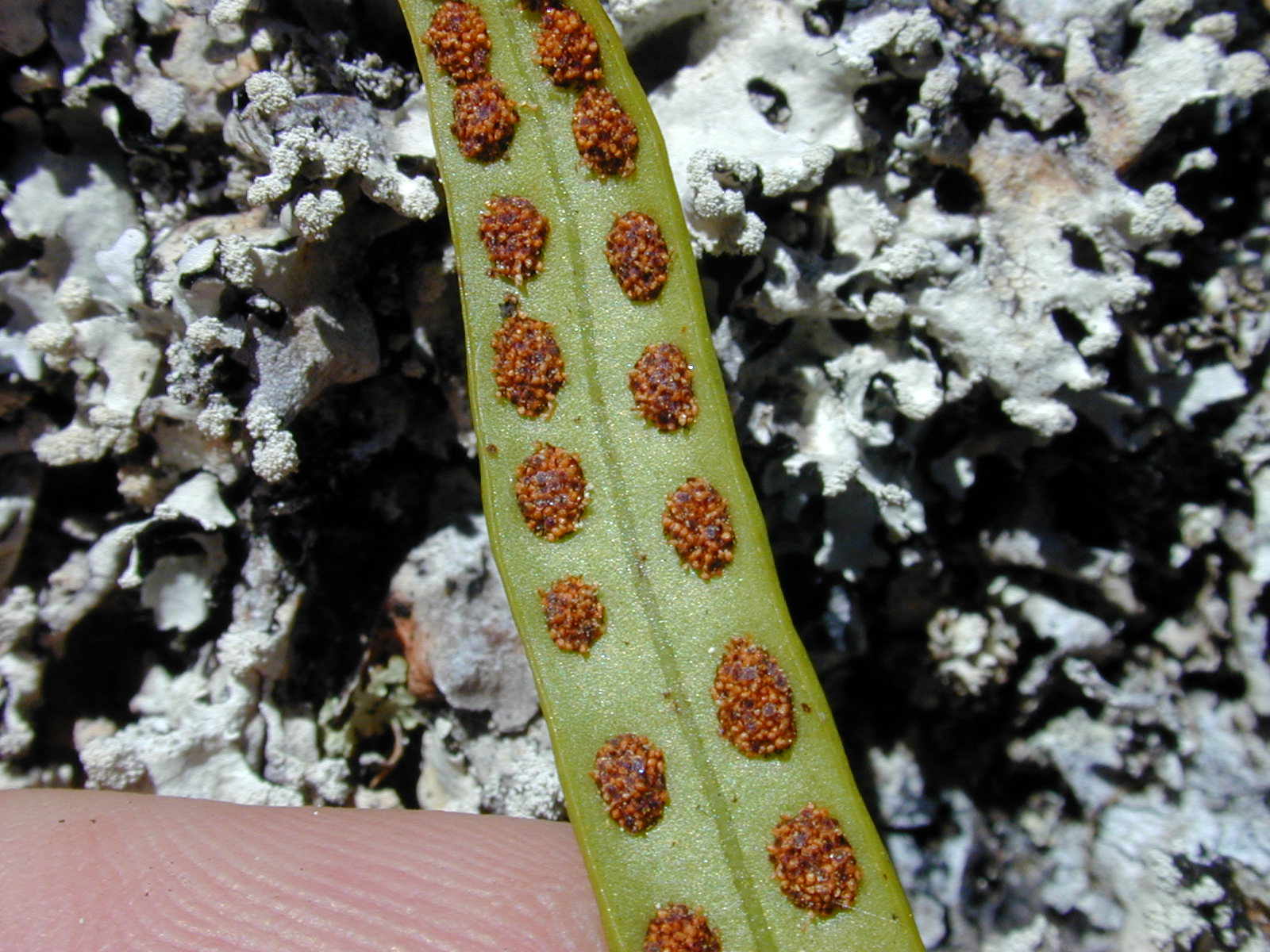
胞子嚢

## 分布
北海道南部以南の日本全土、朝鮮南部、中国、インドシナからフィリピンまで分布する。
日本では低山帯の山林から人里までの樹木や岩の上などに着生する。都市部でもちょっとした緑地には出現し、庭木や寺の石灯籠などにも見られることがよくある。

## 人間との関わり
庭木や石垣などに着いたものは風流と捉えられることが多い反面、ほとんどの場合勝手に生えてくるので、積極的に栽培されるということもない。ただし、まれに葉に深い鋸歯状の突出が出る変異株があり、そのようなものは山野草の分野では珍重され、鉢植えとしての利用価値を見出される。

## ノキシノブ属
ノキシノブ属（ノキシノブぞく、学名：Lepisorus）は、ウラボシ科の属の一つ。アジアの熱帯から温帯に約50種、日本には10種ばかり知られているが、皆全体の姿はよく似ている。正確な同定には鱗片の様子などを見なければならない。
- ホテイシダ Lepisorus annuifrons (Makino) Ching
- ヒメノキシノブ Lepisorus onoei (Fr. et Sav.) Ching - 普通はやや小型で、根茎は長く横に這う。また、葉先が丸いのが特徴。北海道南部から九州まで、山林内の樹木などに見られる。
- ノキシノブ Lepisorus thunbergianus (Kaulf.) Ching
- ツクシノキシノブ（オナガウラボシ） Lepisorus tosaensis (Makino) - 葉は幅が広く、胞子嚢群が中肋寄りに着く。紀伊半島から四国、九州に分布し、山林内の渓流周辺に出る。
- コウラボシ Lepisorus uchiyamae (Makino) H. Ito
- ミヤマノキシノブ Lepisorus ueeuriensis (Regel et Maack) Ching var. distans (Makino) Tagawa - やや大型で長い葉をもつ。南千島から九州にかけての山地に生育する。
- ナガオノキシノブ Lepisorus angustatus Ching
- ミカワノキシノブ Lepisorus mikawanus Kurata
- ヒロハノキシノブ Lepisorus suboligolepidus Ching
以上の3種はノキシノブに含まれるとも考えられているが、判断が分かれるところである。